# Dolichophorus kerteszi
Dolichophorus kerteszi är en tvåvingeart som beskrevs av Robert W. Lichtwardt 1902. Dolichophorus kerteszi ingår i släktet Dolichophorus och familjen styltflugor. Inga underarter finns listade i Catalogue of Life.